# Še'ar Jašuv
Še'ar Jašuv (hebrejsky שְׁאָר יָשׁוּב, doslova „Pozůstatek se vrátí,“ anglicky She'ar Yashuv) je vesnice typu mošav v Izraeli, v Severním distriktu, v Oblastní radě Mevo'ot ha-Chermon.

## Geografie
Leží v nadmořské výšce 127 metrů v Chulském údolí v nejsevernějším výběžku Horní Galileji, poblíž pramenišť řeky Jordán.
Vesnice se nachází cca 7 kilometrů severovýchodně od města Kirjat Šmona, cca 152 kilometrů severovýchodně od centra Tel Avivu a cca 72 kilometrů severovýchodně od centra Haify. Še'ar Jašuv obývají Židé, přičemž osídlení v tomto regionu je zcela židovské.
Še'ar Jašuv je na dopravní síť napojen pomocí dálnici číslo 99, která vede na Golanské výšiny.

## Dějiny
Še'ar Jašuv byl založen v roce 1940. Jméno obce odkazuje na biblický citát z Knihy Izajáš 10,21 - "Pozůstatek se vrátí" 
Vesnice vznikla jako součást bloku židovských osad, takzvaných Usiškinových pevností - Mecudot Usiškin (מצודות אוסישקין), které Židovská agentura v této době zřizovala v Horní Galileji kvůli posílení židovských vojenských a demografických pozic v tomto regionu. Podobně jako vesnice Bejt Hilel nebo Dan. Pracovně byla tato vesnice nazývána מצודת אוסישקין ג Mecudat Usiškin Gimel.
Po druhé světové válce do obce dorazila další skupina osadníků. Během války za nezávislost v roce 1948 byla vesnice vystavena ostřelování Syřany. Po válce mošav opustila většina jeho obyvatel, kromě jedné rodiny, a odešli zčásti osídlit mošav Bnej Atarot poblíž Tel Avivu. V roce 1949 byl Še'ar Jašuv nově osídlen skupinou židovských přistěhovalců z Maďarska a Rumunska. Na osidlování vesnice se podíleli členové mládežnického hnutí ha-No'ar ha-cijoni.
V roce 1949 měl mošav 126 obyvatel a rozkládal se na ploše 1735 dunamů (1,735 kilometru čtverečního).
Až do roku 1967, kdy během Šestidenní války dobyla izraelská armáda Golanské výšiny, čelila vesnice Še'ar Jašuv opakovanému ostřelování ze syrských pozic umístěných v lokalitě Tel Azazijat. Na izraelské straně hranice se nacházel strategicky významný pahorek Giv'at ha-Em na úpatí Golan. Během prvních dnů Šestidenní války Syřané právě na vesnice v této oblasti směřovali masivní ostřelování. V prostoru poblíž mošavu Še'ar Jašuv dokonce provedli několik průzkumných průniků na izraelské území. K žádné vážnější syrské invazi ale nedošlo. Nakonec ale Izraelci v prostoru Giv'at ha-Em zahájili útok, jehož výsledkem pak bylo dobytí celých Golanských výšin a eliminace bezpečnostních rizik ze strany syrského dělostřelectva pro zemědělské vesnice v Chulském údolí.
V roce 1997 se nedaleko mošavu srazily dva vrtulníky izraelské armády a zemřelo zde 73 vojáků.
Ekonomika vesnice je zčásti založena na zemědělství. Z celkem 100 zde usedlých rodin jich 68 disponuje farmou. Ostatní obyvatelé už nejsou vázáni na zemědělské hospodaření. Dalším zdrojem příjmů je turistika (ubytování, koňská farma). V Še'ar Jašuv jsou k dispozici zařízení předškolní péče. Základní škola je v nedalekém Kfar Gil'adi a nebo v Kfar Blum. V Kfar Blum je též střední školství. Še'ar Jašuv disponuje synagogou, zdravotním střediskem, restaurací a obchodem.

## Demografie
Obyvatelstvo mošavu Še'ar Jašuv je sekulární. Podle údajů z roku 2014 tvořili naprostou většinu obyvatel v Še'ar Jašuv Židé (včetně statistické kategorie "ostatní", která zahrnuje nearabské obyvatele židovského původu ale bez formální příslušnosti k židovskému náboženství).
Jde o menší sídlo vesnického typu s dlouhodobě rostoucí populací. K 31. prosinci 2014 zde žilo 629 lidí. Během roku 2014 populace stoupla o 4,5 %.
| Rok            | 1948 | 1949 | 1961 | 1972 | 1983 | 1995 | 2001 | 2003 | 2004 | 2005 | 2006 | 2007 | 2008 | 2009 | 2010 | 2011 | 2012 | 2013 | 2014 |
| -------------- | ---- | ---- | ---- | ---- | ---- | ---- | ---- | ---- | ---- | ---- | ---- | ---- | ---- | ---- | ---- | ---- | ---- | ---- | ---- |
| Počet obyvatel | 24   | 126  | 171  | 156  | 236  | 250  | 319  | 339  | 342  | 344  | 348  | 349  | 366  | 513  | 543  | 556  | 571  | 602  | 629  |